# Jamie Pushor
James Michael "Jamie" Pushor, född 11 februari 1973, är en kanadensisk före detta professionell ishockeyspelare som tillbringade 10 säsonger i den nordamerikanska ishockeyligan National Hockey League (NHL), där han spelade för ishockeyorganisationerna Detroit Red Wings, Mighty Ducks of Anaheim, Dallas Stars, Columbus Blue Jackets, Pittsburgh Penguins och New York Rangers. Han producerade 60 poäng (14 mål och 46 assists) samt drog på sig 648 utvisningsminuter på 521 grundspelsmatcher. Pushor spelade också på lägre nivåer för Adirondack Red Wings, Syracuse Crunch och Hartford Wolf Pack i American Hockey League (AHL) och Lethbridge Hurricanes i Western Hockey League (WHL).
Han draftades i andra rundan i 1991 års draft av Detroit Red Wings som 32:a spelaren totalt.
Pushor vann Stanley Cup med Red Wings för säsongen 1996-1997.
Efter spelarkarriären var han talangscout för Atlanta Thrashers mellan 2010 och 2011. När de lades ner och flyttades till Winnipeg, Manitoba för att bli Winnipeg Jets, då valde Pushor att istället fortsätta som talangscout för Tampa Bay Lightning, ett arbete som han fortfarande innehar.

## Statistik
| 1988–1989  | Lethbridge Y's Men Titans | AMHL       | 37  | 1  | 8  | 9  | 20  | —  | — | — | — | —   |
|            | Lethbridge Hurricanes     | WHL        | 2   | 0  | 0  | 0  | 0   | —  | — | — | — | —   |
| 1989–1990  | Lethbridge Y's Men Titans | AMHL       | 35  | 6  | 27 | 33 | 92  | —  | — | — | — | —   |
|            | Lethbridge Hurricanes     | WHL        | 10  | 0  | 2  | 2  | 2   | 16 | 0 | 0 | 0 | 63  |
| 1990–1991  | Lethbridge Hurricanes     | WHL        | 71  | 1  | 13 | 14 | 193 | —  | — | — | — | —   |
| 1991–1992  | Lethbridge Hurricanes     | WHL        | 49  | 2  | 15 | 17 | 232 | 5  | 0 | 0 | 0 | 33  |
| 1992–1993  | Lethbridge Hurricanes     | WHL        | 72  | 6  | 22 | 28 | 200 | 4  | 0 | 1 | 1 | 9   |
| 1993–1994  | Adirondack Red Wings      | AHL        | 73  | 1  | 17 | 18 | 124 | 12 | 0 | 0 | 0 | 22  |
| 1994–1995  | Adirondack Red Wings      | AHL        | 58  | 2  | 11 | 13 | 129 | 4  | 0 | 1 | 1 | 0   |
| 1995–1996  | Detroit Red Wings         | NHL        | 5   | 0  | 1  | 1  | 17  | —  | — | — | — | —   |
|            | Adirondack Red Wings      | AHL        | 65  | 2  | 16 | 18 | 126 | 3  | 0 | 0 | 0 | 5   |
| 1996–1997  | Detroit Red Wings         | NHL        | 75  | 4  | 7  | 11 | 129 | 5  | 0 | 1 | 1 | 5   |
| 1997–1998  | Detroit Red Wings         | NHL        | 54  | 2  | 5  | 7  | 71  | —  | — | — | — | —   |
|            | Mighty Ducks of Anaheim   | NHL        | 10  | 0  | 2  | 2  | 10  | —  | — | — | — | —   |
| 1998–1999  | Mighty Ducks of Anaheim   | NHL        | 70  | 1  | 2  | 3  | 112 | 4  | 0 | 0 | 0 | 6   |
| 1999–2000  | Dallas Stars              | NHL        | 62  | 0  | 8  | 8  | 53  | 5  | 0 | 0 | 0 | 5   |
| 2000–2001  | Columbus Blue Jackets     | NHL        | 75  | 3  | 10 | 13 | 94  | —  | — | — | — | —   |
| 2001–2002  | Columbus Blue Jackets     | NHL        | 61  | 0  | 6  | 6  | 54  | —  | — | — | — | —   |
|            | Pittsburgh Penguins       | NHL        | 15  | 0  | 2  | 2  | 30  | —  | — | — | — | —   |
| 2002–2003  | Pittsburgh Penguins       | NHL        | 76  | 3  | 1  | 4  | 76  | —  | — | — | — | —   |
| 2003–2004  | Columbus Blue Jackets     | NHL        | 7   | 0  | 0  | 0  | 2   | —  | — | — | — | —   |
|            | Syracuse Crunch           | AHL        | 17  | 1  | 4  | 5  | 24  | —  | — | — | — | —   |
|            | New York Rangers          | NHL        | 7   | 0  | 0  | 0  | 0   | —  | — | — | — | —   |
|            | Hartford Wolf Pack        | AHL        | 14  | 0  | 2  | 2  | 21  | 16 | 1 | 1 | 2 | 18  |
| 2004–2005  | Syracuse Crunch           | AHL        | 68  | 1  | 9  | 10 | 85  | —  | — | — | — | —   |
| 2005–2006  | Columbus Blue Jackets     | NHL        | 4   | 1  | 2  | 3  | 0   | —  | — | — | — | —   |
|            | Syracuse Crunch           | AHL        | 72  | 5  | 17 | 22 | 132 | 6  | 0 | 1 | 1 | 9   |
| 2006–2007  | Syracuse Crunch           | AHL        | 37  | 2  | 9  | 11 | 63  | —  | — | — | — | —   |
| NHL totalt | NHL totalt                | NHL totalt | 521 | 14 | 46 | 60 | 648 | 14 | 0 | 1 | 1 | 16  |
| AHL totalt | AHL totalt                | AHL totalt | 404 | 14 | 85 | 99 | 704 | —  | — | — | — | —   |
| WHL totalt | WHL totalt                | WHL totalt | 204 | 9  | 52 | 61 | 627 | 25 | 0 | 1 | 1 | 105 |